# Lasse Sætre
Lasse Sætre (* 10. března 1974 Sand) je bývalý norský rychlobruslař.
V roce 1993 debutoval 30. místem na Mistrovství světa juniorů, na podzim 1994 se poprvé představil na závodech Světového poháru. Na seniorských šampionátech premiérově startoval v roce 1996: byl šestnáctý na Mistrovství Evropy, osmnáctý na Mistrovství světa ve víceboji a na Mistrovství světa na jednotlivých tratích dosáhl jedenáctého (10 000 m) a patnáctého (5000 m) místa. V následujících letech bylo jeho největším úspěchem čtvrté místo v závodě na 10 000 m na MS 2000 a pátá příčka na světových šampionátech v letech 1997 (5000 m) a 2001 (10 000 m). Na Zimních olympijských hrách 1998 byl sedmý na desetikilometrové distanci a jedenáctý na poloviční trati. Ze zimní olympiády 2002 si přivezl bronzovou medaili ze závodu na 10 000 m, v pětikilometrovém závodě dobruslil desátý. Na Mistrovství světa na jednotlivých tratích 2003 vybojoval na distanci 10 km bronz. Zúčastnil se ZOH 2006, kde norskému týmu pomohl ke čtvrtému místu ve stíhacím závodě družstev, v individuálních závodech se umístil pátý (10 km) a devátý (5 km). Po sezóně 2005/2006 ukončil sportovní kariéru.